# Stefanie Ren

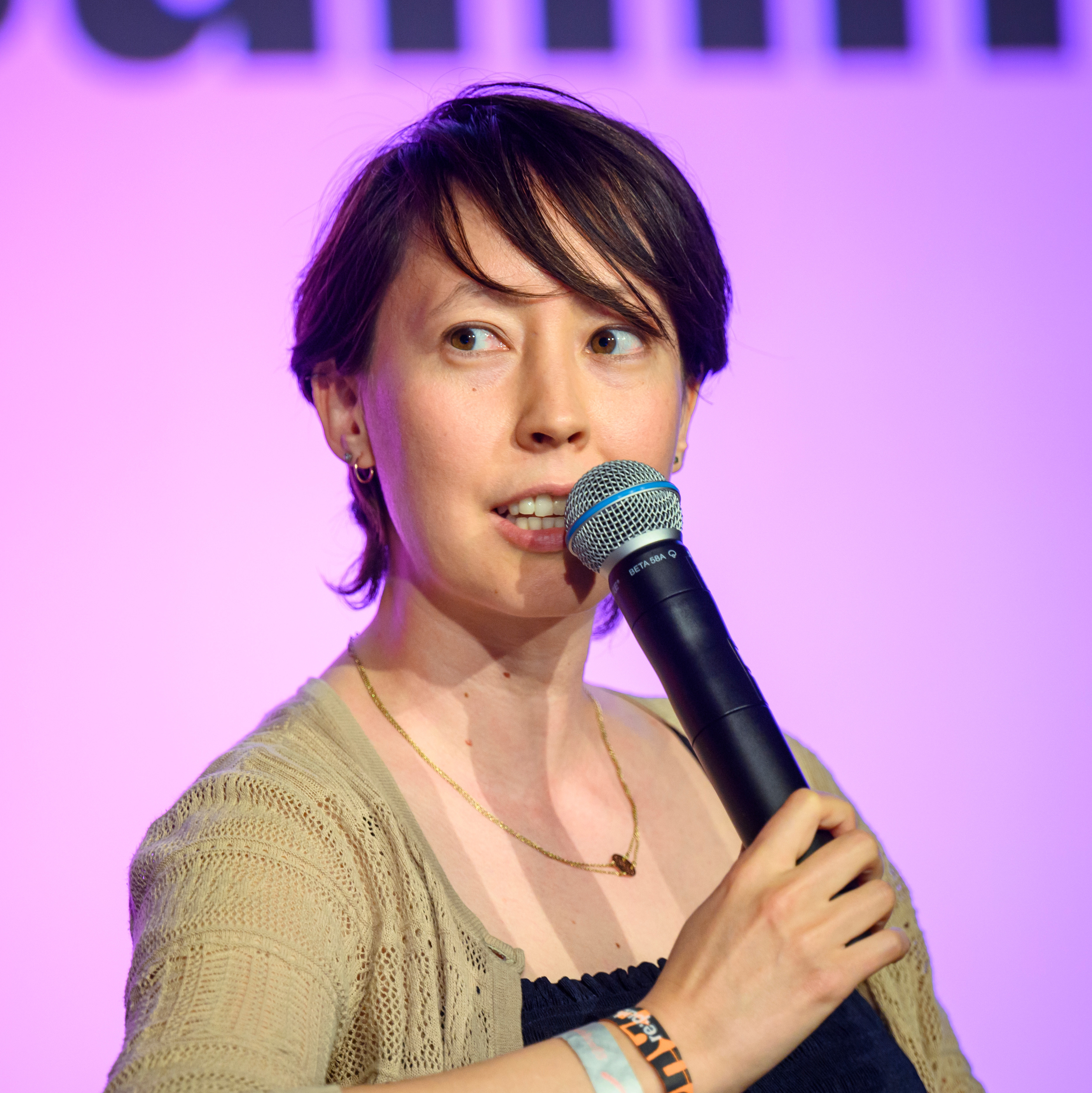
Stefanie Ren (2023)

Stefanie Ren (* 23. April 1987 in Taiwan) ist eine deutsche Drehbuchautorin und Schriftstellerin.

## Leben
2013 machte Ren ihren Abschluss an der Filmakademie Baden-Württemberg in den Bereichen Drehbuch und Serie. Sie war Headautorin der RTL-Serie Nicht tot zu kriegen, die als beste Comedy-Serie für den Deutschen Comedypreis 2017 nominiert wurde. 2019 wurde ihr erster Kinofilm Cleo bei der Berlinale als Eröffnungsfilm der Sektion Generation Kplus uraufgeführt, bei dem Erik Schmitt Regie führte und Co-Autor war.
Sie schrieb außerdem gemeinsam mit Nicolas Steiner den im Wallis spielenden Kurzfilm Ich bin's, Helmut, der 2009 den Preis für den besten Schweizer Kurzfilm bei den Internationalen Kurzfilmtagen Winterthur gewann. Es folgte die Nominierung beim Deutschen Kurzfilmpreis 2010 für den besten deutschen Kurzfilm und der Gewinn des Internationalen Grand Prix des größten Asiatischen Kurzfilmfestivals in Tokyo 2011. Ich bin’s Helmut wurde an über 100 Festivals auf allen fünf Kontinenten gezeigt und erhielt zahlreiche Preise.
2013 erschien ihr erster Roman Das Hochzeitsprinzip als E-Book bei Jiffy Stories im Residenz Verlag.
Seit Oktober 2024 veröffentlicht sie den regelmäßigen Podcast "Writers Statement" zusammen mit der Drehbuchautorin Fitore Muzaqi.
Stefanie Ren lebt und arbeitet in Berlin.

## Filmografie (Auswahl)
- 2009: Ich bin's Helmut (Kurzfilm) – Drehbuch
- 2009: Bob (Kurzfilm) – Drehbuch
- 2017: Nicht tot zu kriegen (Fernsehserie, Headautorin 7 Folgen)
- 2019: Cleo (Kinofilm) – Drehbuch
- 2021: Nö – Darstellerin
- 2022: Für Jojo – Drehbuch (Spielfilm, Netflix)
- 2023: A Thin Line – Headautorin und Drehbücher Episoden 1–6 (Serie, Paramount+)

## Veröffentlichungen
- 2013: Das Hochzeitsprinzip (E-Book), ISBN 978-3-85236-056-0

## Auszeichnungen
- 2010  Bester Kurzfilm für Ich bin's, Helmut (CineMAiubit – International Student Film Festival)
- 2010  Promotionspreis der Kulturministerin für Ich bin's, Helmut (Dresden Film Festival)
- 2011  Taurus Studio for Innovation Award für Ich bin's, Helmut (Neuchâtel International Fantasy Film Festival)
- 2017  Nominierung Beste Comedy-Serie für Nicht tot zu kriegen (Deutscher Comedypreis)
- 2020  Nominierung Bestes Drehbuch für Cleo (Kindertiger)